# Шусслер, Бриттани
Бриттани Энн Шусслер (англ. Brittany Anne Schussler; 21 апреля 1985, Виннипег) — канадская конькобежка. Участница зимних Олимпийских игр 2010 и 2014 года, двукратная чемпионка мира в командной гонке, 2-кратная чемпионка Северной Америки и Океании, 2-кратная чемпионка Канады и 17-кратная призёр.

## Биография
Бриттани Шусслер начала кататься на коньках в возрасте 7 лет при поддержке своих родители, а через год стала заниматься профессионально конькобежным спортом в клубе "River Heights". Её первые соревнования прошли в 1997 году, и уже в 2000 году стала чемпионкой Канады среди юниоров в многоборье. С 2001 года участвовала на юниорском чемпионате мира, а в 2002 году выиграла многоборье на чемпионате Канады среди взрослых и дебютировала на Кубке мира.
В 2003 и 2004 годах на юниорском чемпионате мира Бриттани выиграла бронзовую медаль в командной гонке. Следующие три сезона она участвовала на национальных соревнованиях и в Кубке мира и добилась серьёзного прогресса. В 2008 году дебютировала на чемпионате мира в классическом многоборье в Берлине, заняв 15-е место, а на чемпионате мира по отдельным дистанциям в Нагано заняла 2-е место в командной гонке вместе с Кристин Несбитт и Кристиной Гровс.
Через год в таком же составе сборная Канады выиграла командную гонку на чемпионате мира в Ричмонде. В сезоне 2008/09 Шусслер заняла 2-е место в забеге на 1500 м на этапе Кубка мира в Берлине. На чемпионате Канады она завоевала четыре "бронзы" на дистанциях 1000, 1500, 3000 и 5000 м, следом стала 2-й в многоборье на чемпионате Северной Америки и океании и заняла 9-е место в многоборье на чемпионате мира в Хамаре.
В сезоне 2009/10 Бриттани на этапе Кубка мира в Берлине стала 3-й в беге на 1500 м, а 6 декабря 2009 года Шусслер вместе с Кристин Несбитт и Кристиной Гровс на этапе Кубка мира в Калгари побили рекорд мира в командной гонке, пробежав за 2:55.79 сек. Она выиграла с партнёршами командную гонку в общем зачёте Кубка мира. На зимних Олимпийских играх в Ванкувере в феврале 2010 года она заняла 25-е место на дистанции 1000 м и 35-е на 1500 м. В командной гонке сборная Канады считалась фаворитом, но в четверть-финале тройка Шусслер-Гровс-Несбитт неожиданно проиграла сборной США и заняла 5-е итоговое место.
В 2011 году Шусслер вновь стала чемпионкой мира в Инцелле в командной гонке вместе с Синди Классен и Кристин Несбитт и в третий раз подряд заняла 9-е место на чемпионате мира в классическом многоборье. В сезоне 2011/12 выиграла чемпионат Северной Америки и Океании, выиграла Кубок мира в общем зачёте в командной гонке во второй раз.
В 2012 году стала 2-й в командной гонке на чемпионате мира на отдельных дистанциях в Херенвене, а также заняла 8-е место в многоборье на чемпионате мира в Москве. В сезоне 2012/13 впервые выиграла чемпионат Канады на дистанции 3000 м и заняла 2-е место на чемпионате Северной Америки в сумме многоборья. На чемпионате мира на отдельных дистанциях стала 8-й в забеге на 1500 м и в командной гонке.
В своём последнем сезоне 2013/14 она заняла 3-е место на дистанции 1500 м в Астане на Кубке мира и в 2014 году выиграла в многоборье чемпионат Северной Америки, а следом участвовала на зимних Олимпийских играх в Сочи, где заняла 5-е место в командной гонке, 19-е на дистанции 3000 м, 30-е на 1000 м и 26-е на 1500 м.
Во время олимпиады Бриттани сделала селфи с российским президентом Владимиром Путиным и выставила фотографию в твиттере, после чего на неё свалились часть негативной реакции и критики за то, что она позировала с президентом страны, известной своими репрессивными законами по отношению к геям и трансгендерным гражданам. Ей пришлось удалить фото. В июле 2014 года Шусслер объявила о завершении карьеры.

## Личная жизнь и семья
Бриттани Шусслер обучалась в средней школе Виннипега. В 2015 году окончила Университет Калгари с отличием в области коммуникации. С 2014 по апрель 2016 года писала тематические статьи в Канадский спортивном институте в Калгари и работала в оргкомитете Калгари менеджером по маркетингу. С 2016 года работает в компании "FGL Sports Ltd" операционным менеджером. Также с 2008 года по-настоящее время занимается волонтёрской деятельностью. Замужем за бывшим конькобежцем Джастином Варсилевичем, канадским олимпийским призёром. У них двое детей, Генри и Роуз. Её отец Грант был чемпионом в возрастной группе по конькобежному спорту на молодёжном уровне. Бриттани любит читать и готовить.

## Награды
- 2002, 2003 год - признана лучшим молодым спортсменом Манитобы
- 2012 год - награждена стипендией фонда Питера Уильямсона Конькобежного спорта Канады
- 2014 год - награждена премией Катрионы Ле Мэй Доан, как лучшей фигуристке года.